# توم وينتر
توم وينتر (بالإنجليزية: Tom Wynter)‏ هو لاعب كرة قدم بريطاني في مركز الدفاع، ولد في 20 يونيو 1990 في لويشام ‏ في المملكة المتحدة. لعب مع نادي دوفر أثليتيك ونادي غيلينغهام.

## وصلات خارجية
- توم وينتر على موقع قاعدة بيانات كرة القدم.إي يو (الإنجليزية)
- توم وينتر على موقع Soccerbase.com (لاعب) (الإنجليزية)